# Route nationale 124 (Espagne)
Pour les articles homonymes, voir Route nationale 124.
La N-124 est une route nationale espagnole reliant l'autoroute A-1 à Armiñón (Pays Basque), à la route nationale 232 à Ollauri (La Rioja).

## Tracé
- Échangeur entre A-1 et N-124
- : A-4105 vers Lacervilla et Ribaguda
- : Lacorzanilla
- 29 : Miranda de Ebro, Berantevilla et AP-68 (E-804)
- 30 : Zambrana
- : A-4106 vers Salinillas de Buradón
- Limite entre le Pays Basque et La Rioja
- : Briñas, Labastida
- +  : Haro et Casalarreina
- : Chemin n°4
- : Zone d'activité de Haro
- : N-126
- Route vers Gimileo
- Croisement entre la N-124 et la N-232